# Potentilla pycnophylla
Potentilla pycnophylla är en rosväxtart som beskrevs av Soják. Potentilla pycnophylla ingår i Fingerörtssläktet som ingår i familjen rosväxter. Inga underarter finns listade i Catalogue of Life.